# Wrzesień 2010

## 30 września
- W Ekwadorze doszło do buntu służb mundurowych przeciwko polityce prezydenta Rafaela Correi[1].
- Zmarł Romuald Czystaw, były wokalista Budki Suflera (rp.pl).

## 28 września
- Prezydent Rosji Dmitrij Miedwiediew zdymisjonował mera Moskwy Jurija Łużkowa[2].

## 27 września
- Prezydent Kosowa Fatmir Sejdiu podał się do dymisji po stwierdzeniu przez sąd naruszenia przez niego konstytucji[3].

## 26 września
- W wieku 100 lat zmarła Gloria Stuart, amerykańska aktorka[4].
- Na autostradzie A10 pod Berlinem doszło do wypadku polskiego autokaru, w wyniku którego zginęło 13 osób, a 29 zostało rannych[5].
- Marcin Dołęga zdobył złoty medal mistrzostw świata w podnoszeniu ciężarów rozgrywanych w Antalyi w kategorii do 105 kilogramów. (Sport.pl)
- W Szwajcarii odbyło się referendum w sprawie reformy systemu ubezpieczeń dla bezrobotnych[6].
- W wyborach parlamentarnych w Wenezueli wygrała Zjednoczona Partia Socjalistyczna Wenezueli prezydenta Hugo Cháveza. (BBC News)

## 25 września
- W wieku 93 lat zmarł Kazimierz Romanowicz, polski wydawca, założyciel paryskiej księgarni Libella. (onet.pl)
- Tomasz Gollob zwycięstwem w Grand Prix Włoch zapewnił sobie tytuł indywidualnego mistrza świata na żużlu[7].
- Zmarł aktor Jan Hencz[8].

## 24 września
- Adrian Zieliński zdobył złoty medal mistrzostw świata w podnoszeniu ciężarów rozgrywanych w Antalyi (2010) w kategorii do 85 kilogramów[9].
- W wieku 82 lat zmarł w Hiszpanii Antoni Gabryelewicz – polski lekarz, Prezes Zarządu Głównego Polskiego Towarzystwa Gastroenterologii w latach 1985-91 (radio.bialystok.pl)

## 19 września
- W wyborach parlamentarnych w Szwecji zwyciężyła centroprawicowa koalicja Sojusz. (ang.) (BBC News)

## 18 września
- W Warszawie na stadionie Legii rozpoczęły się Europejskie Letnie Igrzyska Olimpiad Specjalnych 2010[10].
- W referendum na Słowacji obywatele poparli projekt zmian w prawie, jednak z powodu niskiej frekwencji wyborczej nie było ono ważne. (The Slovak Spectator)

## 14 września
- 14 września zmarła w Łodzi Maria Probosz – popularna w latach 80. polska aktorka. (Filmweb)

## 13 września
- W wieku 66 lat zmarł Jarosław Kukulski, polski kompozytor, autor piosenek[11].

## 12 września
- W referendum w Turcji obywatele opowiedzieli się za nowelizacją konstytucji. (BBC News)

## 5 września
- W referendum w Mołdawii obywatele opowiedzieli się zmianą konstytucji, lecz z powodu niskiej frekwencji wyborczej decyzja ta nie stała się prawnie wiążąca. (Reuters)

## 3 września
- W wieku 91 lat zmarł w Warszawie Bogdan Paprocki, polski śpiewak operowy. (polskieradio.pl)